# Венкбах
Венкбах (нем. Wenkbach) — река в Германии, протекает по земле Гессен, правый приток Лана. Речной индекс 258332. Площадь бассейна реки составляет 20,767 км². До 2011 года длина Венкбаха была 7,2 км. В 2011 году после проведения гидротехнических работ объединились русла Венкбаха, Вальдербаха и одного из рукавов Альны, и река сократилась до 6,4 км. Перепад высоты 507,248 м.